# Sci alpino ai XXII Giochi olimpici invernali - Slalom speciale femminile
Tra le competizioni dello Sci alpino ai XXII Giochi olimpici invernali di Soči 2014 lo slalom speciale femminile si è disputato il 21 febbraio sulla pista Roza Chutor di Krasnaja Poljana. La statunitense Mikaela Shiffrin ha vinto la medaglia d'oro davanti alle austriache Marlies Schild (medaglia d'argento) e Kathrin Zettel (medaglia di bronzo).
Detentrice del titolo di campionessa olimpica uscente era la tedesca Maria Riesch, che aveva vinto a Vancouver 2010 (in Canada) sul tracciato di Whistler precedendo la Schild (medaglia d'argento) e la ceca Šárka Záhrobská (medaglia di bronzo).

## Risultati
| Pos. | Atleta                      | Nazione                 | Tempo 1ª manche | Tempo 2ª manche | Tempo totale | Distacco |
| ---- | --------------------------- | ----------------------- | --------------- | --------------- | ------------ | -------- |
| 1    | Mikaela Shiffrin            | Stati Uniti             | 52,62           | 51,92           | 1:44,54      |          |
| 2    | Marlies Schild              | Austria                 | 53,96           | 51,11           | 1:45,07      | +0,53    |
| 3    | Kathrin Zettel              | Austria                 | 54,00           | 51,35           | 1:45,35      | +0,81    |
| 4    | Maria Riesch                | Germania                | 53,11           | 52,62           | 1:45,73      | +1,19    |
| 5    | Frida Hansdotter            | Svezia                  | 54,05           | 51,85           | 1:45,90      | +1,36    |
| 6    | Emelie Wikström             | Svezia                  | 54,55           | 51,56           | 1:46,11      | +1,57    |
| 7    | Nastasia Noens              | Francia                 | 53,81           | 52,31           | 1:46,12      | +1,58    |
| 8    | Tina Maze                   | Slovenia                | 53,29           | 52,96           | 1:46,25      | +1,71    |
| 9    | Marie-Michèle Gagnon        | Canada                  | 54,32           | 53,05           | 1:47,37      | +2,83    |
| 10   | Šárka Záhrobská             | Rep. Ceca               | 55,14           | 52,25           | 1:47,39      | +2,85    |
| 11   | Anna Swenn Larsson          | Svezia                  | 54,58           | 53,33           | 1:47,91      | +3,37    |
| 12   | Tanja Poutiainen            | Finlandia               | 54,94           | 53,07           | 1:48,01      | +3,47    |
| 13   | Anémone Marmottan           | Francia                 | 57,08           | 51,88           | 1:48,96      | +4,42    |
| 14   | Barbara Wirth               | Germania                | 56,31           | 52,69           | 1:49,00      | +4,46    |
| 15   | Brittany Phelan             | Canada                  | 56,41           | 52,70           | 1:49,11      | +4,57    |
| 16   | Mona Løseth                 | Norvegia                | 56,82           | 52,62           | 1:49,44      | +4,90    |
| 17   | Denise Feierabend           | Svizzera                | 55,80           | 53,67           | 1:49,47      | +4,93    |
| 18   | Anne-Sophie Barthet         | Francia                 | 56,99           | 53,12           | 1:50,11      | +5,57    |
| 19   | Maruša Ferk                 | Slovenia                | 57,43           | 52,73           | 1:50,16      | +5,62    |
| 19   | Petra Vlhová                | Slovacchia              | 56,42           | 53,74           | 1:50,16      | +5,62    |
| 21   | Marina Nigg                 | Liechtenstein           | 57,47           | 53,17           | 1:50,64      | +6,10    |
| 22   | Martina Dubovská            | Rep. Ceca               | 57,80           | 53,62           | 1:51,42      | +6,88    |
| 23   | Ksenija Alopina             | Russia                  | 58,37           | 53,37           | 1:51,74      | +7,20    |
| 24   | Julia Ford                  | Stati Uniti             | 58,88           | 53,99           | 1:52,87      | +8,33    |
| 25   | Salomé Báncora              | Argentina               | 59,26           | 56,26           | 1:55,52      | +10,98   |
| 26   | Žana Novaković              | Bosnia ed Erzegovina    | 59,79           | 56,20           | 1:55,99      | +11,45   |
| 27   | Macarena Simari Birkner     | Argentina               | 59,82           | 56,69           | 1:56,51      | +11,97   |
| 28   | Michelle Gisin              | Svizzera                | 1:00,73         | 56,39           | 1:57,12      | +12,58   |
| 29   | Marija Škanova              | Bielorussia             | 59,67           | 57,56           | 1:57,23      | +12,69   |
| 30   | Lelde Gasūna                | Lettonia                | 1:00,47         | 56,82           | 1:57,29      | +12,75   |
| 31   | Greta Small                 | Australia               | 1:01,19         | 56,41           | 1:57,60      | +13,06   |
| 32   | Lavinia Chrystal            | Australia               | 59,74           | 58,16           | 1:57,90      | +13,36   |
| 33   | Andrea Komšić               | Croazia                 | 1:00,82         | 57,78           | 1:58,60      | +14,06   |
| 34   | Helga María Vilhjálmsdóttir | Islanda                 | 1:02,69         | 1:00,53         | 2:03,22      | +18,68   |
| 35   | Anna Berecz                 | Ungheria                | 1:03,28         | 1:01,64         | 2:04,92      | +20,38   |
| 36   | Erla Ásgeirsdóttir          | Islanda                 | 1:03,55         | 1:01,53         | 2:05,08      | +20,54   |
| 37   | Agnese Āboltiņa             | Lettonia                | 1:05,44         | 1:01,18         | 2:06,62      | +22,08   |
| 38   | Sophia Ralli                | Grecia                  | 1:05,20         | 1:01,57         | 2:06,77      | +22,23   |
| 39   | Maya Harrisson              | Brasile                 | 1:04,88         | 1:03,45         | 2:08,33      | +23,79   |
| 40   | Camille Dias                | Portogallo              | 1:05,24         | 1:03,26         | 2:08,50      | +23,96   |
| 41   | Tuğba Kocaağa               | Turchia                 | 1:06,22         | 1:02,74         | 2:08,96      | +24,42   |
| 42   | Élise Pellegrin             | Malta                   | 1:07,10         | 1:02,73         | 2:09,83      | +25,29   |
| 43   | Jasmine Campbell            | Isole Vergini Americane | 1:06,09         | 1:04,28         | 2:10,37      | +25,83   |
| 44   | Ivana Bulatović             | Montenegro              | 1:07,49         | 1:05,31         | 2:12,80      | +28,26   |
| 45   | Kenza Tazi                  | Marocco                 | 1:10,19         | 1:06,96         | 2:17,15      | +32,61   |
| 46   | Triin Tobi                  | Estonia                 | 1:11,43         | 1:09,02         | 2:20,45      | +35,91   |
| 47   | Jackie Chamoun              | Libano                  | 1:16,05         | 1:12,69         | 2:28,74      | +44,20   |
| 48   | Forough Abbasi              | Iran                    | 1:26,71         | 1:08,98         | 2:35,69      | +51,15   |
| 49   | Kang Young-seo              | Corea del Sud           | 1:18,84         | 1:17,61         | 2:36,45      | +51,91   |
|      | Bernadette Schild           | Austria                 | 53,41           | DNF             | DNF          | DNF      |
|      | Michaela Kirchgasser        | Austria                 | 54,06           | DNF             | DNF          | DNF      |
|      | Chiara Costazza             | Italia                  | 57,32           | DNF             | DNF          | DNF      |
|      | Resi Stiegler               | Stati Uniti             | 56,81           | DNF             | DNF          | DNF      |
|      | Adeline Baud                | Francia                 | 56,50           | DNF             | DNF          | DNF      |
|      | Federica Brignone           | Italia                  | 56,98           | DNF             | DNF          | DNF      |
|      | Jana Gantnerová             | Slovacchia              | 59,26           | DNF             | DNF          | DNF      |
|      | Emily Bamford               | Australia               | 1:02,13         | DNF             | DNF          | DNF      |
|      | Maria Kirkova               | Bulgaria                | 1:02,33         | DNF             | DNF          | DNF      |
|      | Florence Bell               | Irlanda                 | 1:07,48         | DNF             | DNF          | DNF      |
|      | Ksenija Grigoreva           | Uzbekistan              | 1:07,77         | DNF             | DNF          | DNF      |
|      | Maria Pietilä Holmner       | Svezia                  | DNF             | DNF             | DNF          | DNF      |
|      | Wendy Holdener              | Svizzera                | DNF             | DNF             | DNF          | DNF      |
|      | Nina Løseth                 | Norvegia                | DNF             | DNF             | DNF          | DNF      |
|      | Erin Mielzynski             | Canada                  | DNF             | DNF             | DNF          | DNF      |
|      | Elli Terwiel                | Canada                  | DNF             | DNF             | DNF          | DNF      |
|      | Nevena Ignjatović           | Serbia                  | DNF             | DNF             | DNF          | DNF      |
|      | Aleksandra Kluś             | Polonia                 | DNF             | DNF             | DNF          | DNF      |
|      | Megan McJames               | Stati Uniti             | DNF             | DNF             | DNF          | DNF      |
|      | Kateřina Pauláthová         | Rep. Ceca               | DNF             | DNF             | DNF          | DNF      |
|      | Sofija Novoselić            | Croazia                 | DNF             | DNF             | DNF          | DNF      |
|      | Barbara Kantorová           | Slovacchia              | DNF             | DNF             | DNF          | DNF      |
|      | Barbora Lukáčová            | Slovacchia              | DNF             | DNF             | DNF          | DNF      |
|      | Mireia Gutiérrez            | Andorra                 | DNF             | DNF             | DNF          | DNF      |
|      | Gim So-hui                  | Corea del Sud           | DNF             | DNF             | DNF          | DNF      |
|      | Julietta Quiroga            | Argentina               | DNF             | DNF             | DNF          | DNF      |
|      | Noelle Barahona             | Cile                    | DNF             | DNF             | DNF          | DNF      |
|      | Maryna Gąsienica-Daniel     | Polonia                 | DNF             | DNF             | DNF          | DNF      |
|      | Karolina Chrapek            | Polonia                 | DNF             | DNF             | DNF          | DNF      |
|      | Nino Ts'ik'lauri            | Georgia                 | DNF             | DNF             | DNF          | DNF      |
|      | Xia Lina                    | Cina                    | DNF             | DNF             | DNF          | DNF      |
|      | Ieva Januškevičiūtė         | Lituania                | DNF             | DNF             | DNF          | DNF      |
|      | Ornella Oettl Reyes         | Perù                    | DNF             | DNF             | DNF          | DNF      |
|      | Alessia Afi Dipol           | Togo                    | DNF             | DNF             | DNF          | DNF      |
|      | Christina Geiger            | Germania                | DSQ             | DSQ             | DSQ          | DSQ      |
|      | Suela Mëhilli               | Albania                 | DSQ             | DSQ             | DSQ          | DSQ      |
|      | Katarina Lavtar             | Slovenia                | DNS             | DNS             | DNS          | DNS      |
|      | Gaia Bassani Antivari       | Azerbaigian             | DNS             | DNS             | DNS          | DNS      |
|      | Alexandra Taylor            | Cipro                   | DNS             | DNS             | DNS          | DNS      |

Legenda:

DNF = prova non completata

DNS = non partita

DSQ = squalificata

Data: venerdì 21 febbraio 2014

1ª manche:

Ore: 16.45 (UTC+3)

Pista: Roza Chutor

Partenza: 1 160 m s.l.m.

Arrivo: 960 m s.l.m.

Dislivello: 200 m

Tracciatore: James Pollock (Canada)

2ª manche:

Ore: 20.15 (UTC+3)

Pista: Roza Chutor

Partenza: 1 160 m s.l.m.

Arrivo: 960 m s.l.m.

Dislivello: 200 m

Tracciatore: Werner Zurbuchen (Svizzera)